# تازه الحسیمه تاونات
تازه الحسیمه تاونات (به عربی: تازة الحسيمة تاونات) یکی از منطقه‌های مراکش بود که در شمال این کشور قرار داشت. این منطقه ۲۴٬۱۵۵ کیلومتر مساحت داشت و جمعیت آن در سال ۲۰۰۴ برابر با ۱٬۸۰۷٬۱۱۳ نفر بوده است. مرکز منطقه شهر حسیمه است.